# Prescription (droit)
Pour les articles homonymes, voir prescription.
En droit, « prescription » désigne deux éléments :
- un ensemble de règles et de conseils formalisé par écrit réglementant officiellement une activité, généralement professionnelle ;
- le mode d'acquisition d'un droit, ou d'extinction d'un droit ou des possibilités de poursuites, par l'écoulement d'une certaine durée.

## Délai de perte ou d'acquisition d'un droit
Toute possibilité de réclamer un droit en justice s'éteint au bout d'une durée de temps appelée prescription. Ce délai maximum est en général de trente ans, il peut être réduit par les lois selon les matières et les situations.
Il s'ensuit qu'un droit, même usurpé ou de mauvaise foi, tel qu'un droit immobilier ou personnel, devient légitime lorsqu'il a été possédé ou abandonné un temps suffisant pour que plus aucune contestation ne soit possible.
On distingue la prescription acquisitive qui crée un droit, de la prescription extinctive qui en éteint un.
La prescription a des fondements et des régimes très différents en droit civil et en droit pénal, selon qu'il s'agit de droits réels ou de droits personnels.

### Fondements de la prescription
La prescription de l'action publique en matière pénale n'existe pas dans tous les systèmes juridiques, notamment aux États-Unis où les crimes de sang sont imprescriptibles.
En droit civil français le délai de prescription court à partir du jour « où le titulaire d’un droit a connu ou aurait dû connaître les faits lui permettant de l’exercer » (article 2224 du code civil). L’article 2232, alinéa 1er du code civil a néanmoins prévu un délai butoir maximum de vingt (20) ans en toutes hypothèses « le report du point de départ, la suspension ou l’interruption de la prescription ne peut avoir pour effet de porter le délai de prescription extinctive au-delà de vingt ans à compter du jour de la naissance du droit ». Concernant le point de départ, l’article 1304 du code civil prévoit qu’en cas de violence, le délai commence à partir du jour où la violence a cessé ; en cas de dol ou d’erreur, le délai (qui est de cinq ans) commence à partir du jour où le vice a été découvert.

### Interruption de la prescription
En droit civil, la prescription peut être interrompue. La principale cause d'interruption de la prescription est l'introduction d'une demande ou d'une plainte en justice. L'interruption de la prescription a pour effet de remettre le compteur à zéro et de négliger le temps déjà écoulé en faveur d'une prescription.
Par exemple, si une prescription s'accomplit en dix ans (prescription décennale) et que, après les cinq premières années, il y a interruption de la prescription, il faudra donc dix ans supplémentaires pour accomplir ladite prescription ; les cinq années écoulées en faveur de la prescription ne seront pas comptabilisées.

### Suspension de la prescription
En droit civil, la prescription peut être suspendue. Contrairement à l'interruption, la suspension ne remet pas le compteur à zéro. Le temps écoulé avant que la prescription soit suspendue ne sera pas perdu et pourra être additionné au temps qui s'écoulera après que la suspension aura pris fin. Par exemple, si une prescription s'accomplit en trois ans et que, après la première année écoulée, il y a suspension de la prescription, il faudra uniquement, une fois la suspension terminée, l'écoulement de deux autres années pour accomplir la prescription.
La suspension de la prescription est notamment utile afin de protéger l'intérêt de la personne qui est dans l'impossibilité d'agir par elle-même ou représentée.

### Durées de prescription
En droit français et en matière pénale, la durée maximale générale est de trente ans, des lois prévoient la réduction du délai selon les matières et les objets.
Les crimes contre l'humanité ont une durée illimitée : c'est le seul cas reconnu d'imprescriptibilité en droit français.

## Par pays

### Canada

#### Droit pénal
Les actes criminels du Code criminel ne sont jamais prescrits. Par contre, les procédures par infraction sommaire se prescrivent dans un délai de douze mois.

#### Provinces de common law
En common law canadienne, la règle générale est que la prescription est de deux ans.

#### Québec
Au Québec, la suspension de la prescription est prévue dans le code civil du Québec au Livre 8 - De la prescription, Titre 1 - Du régime de la prescription, Chapitre IV - De la suspension de la prescription.
L'interruption de la prescription est prévue dans le code civil du Québec au Livre 8 - De la prescription, Titre 1 - Du régime de la prescription, Chapitre III - De l'interruption de la prescription.

### France
En droit français, la prescription de droit commun est de cinq ans depuis la loi du 17 juin 2008 portant réforme de la prescription en matière civile (précédemment 30 ans), sauf mention dans un texte de loi d'une prescription plus longue ou plus courte. En matière pénale le délai de prescription dépend de la nature de l'infraction.
Dans le domaine politique, la Déclaration des droits de l'homme et du citoyen de 1789 déclare dans son article 2 que quatre de ces droits sont naturels et imprescriptibles : la liberté, la propriété, la sûreté, et la résistance à l'oppression.
Dans le domaine civil, il existe des droits personnels imprescriptibles comme le nom. Sous l'ancien régime, la qualité noble pouvait s'acquérir par prescription si elle était possédée sur une durée de 100 ans ou de quatre générations.
Dans le domaine pénal, il y a une seule exception, les crimes contre l'humanité, c'est-à-dire les crimes condamnés par le Tribunal de Nuremberg (autant que l'article 29 du Statut de Rome). La prescription est proportionnée, par exemple de 1 an à 20 ans selon la gravité d'une infraction pénale. Elle commence à compter du jour où l'infraction a été commise, et non pas lors de la découverte des faits, c'est-à-dire qu'un auteur d'assassinat peut avouer la 21e année son crime, l'action publique est déjà prescrite. De même la découverte de preuves après écoulement du délai de prescription n'annule pas l'acquittement et le versement d'indemnités pour « détention injustifiée » à l'auteur acquitté pour insuffisance de preuves.

### Luxembourg
En droit luxembourgeois et en matière pénale, la prescription de droit commun est de 30 ans. Des délais de prescription plus courts sont prévus par le législateur dans certains cas.

### Suisse
En Suisse, le Code pénal prévoit notamment les délais de prescription suivants :
- Le droit de porter plainte se prescrit trois mois après avoir connaissance de l'auteur de l'infraction[6] ;
- L'action pénale se prescrit généralement après 7 à 30 ans, selon la peine encourue[7] (3 ans pour une contravention[8]) ;
- La peine se prescrit généralement après 5 à 30 ans, selon la condamnation[9] (3 ans pour une contravention[8]) ;
- Certains crimes particulièrement graves sont imprescriptibles[10] ;
- Les prétentions en indemnités envers la Confédération ou le canton se prescrivent après 10 ans[11].

En droit civil, le Code des obligations prévoit que les actions se prescrivent par dix ans, lorsque le droit civil fédéral n’en dispose pas autrement.

## Common law

### Possession adversative
Dans les systèmes de common law, la prescription acquisitive s’appelle adverse possession « possession adversative », car, à l’image de l’usucapion romaine, elle est traditionnellement analysée sous l’angle d’une expropriation privée. Il s’agit d’un mode d’acquisition de droits incorporels fondé sur un long usage (adverse use) ou une longue possession et confère au possesseur un titre valide en éteignant les droits des personnes qui auraient un titre supérieur au sien.

### Prescription extinctive
L’équivalent de la prescription extinctive s’appelle limitation of action, et si d’origine légale, est régie par un statute of limitation. À la différence de la prescription, la limitation of action n’éteint ni droit ni obligation, mais préclut la capacité d’ester en justice. Cette préclusion a pour effet d’éteindre le recours juridictionnel tout en laissant subsister le droit. Dans le cas de certaines actions visant des biens réels, toutefois, et le recours et le droit qui le sous-tend sont éteints.